# Katarzyna Pawlik
Katarzyna Pawlik, née le 17 février 1989 à Bytom, est une nageuse polonaise.

## Palmarès

### Jeux paralympiques d'été
- Jeux paralympiques d'été de 2004
  -  Médaille d'or aux 400 m nage libre
  -  Médaille d'argent aux 100 m nage libre
  -  Médaille d'argent aux 400 m papillon
- Jeux paralympiques d'été de 2008
  -  Médaille d'or aux 400 m nage libre
  -  Médaille d'argent aux 50 m nage libre
  -  Médaille d'argent aux 100 m nage libre
  -  Médaille de bronze aux 200 m 4 nages